# Сокирниця (Хустський район)

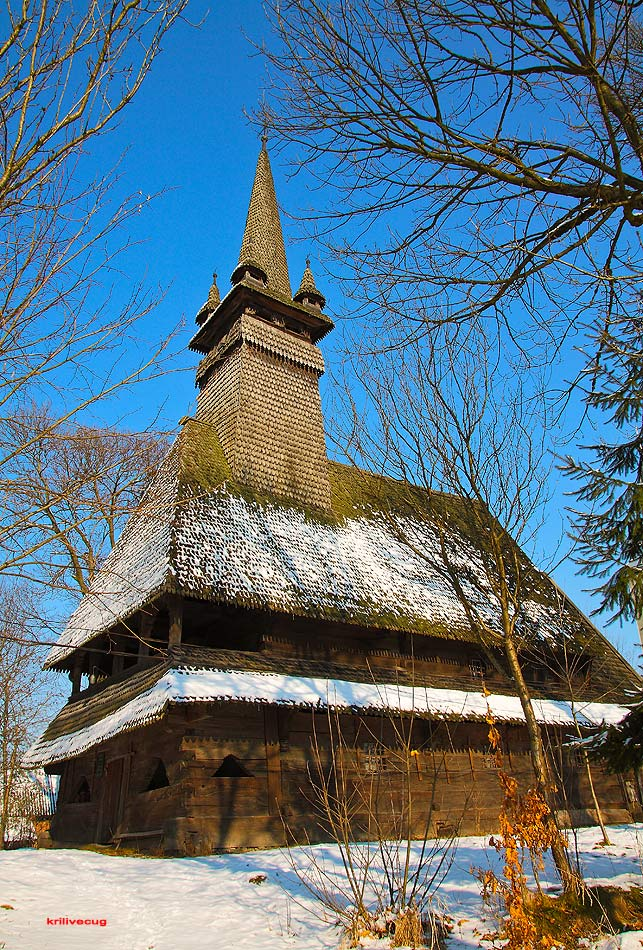
Церква св. Миколи Чудотворця

Соки́рниця — село в Хустській міській громаді у Закарпатській області в Україні. Герб села є промовистим.

## Населення

### Мова
Розподіл населення за рідною мовою за даними перепису 2001 року:
| Мова            | Кількість | Відсоток |
| --------------- | --------- | -------- |
| українська      | 5125      | 98.24%   |
| російська       | 76        | 1.45%    |
| угорська        | 5         | 0.10%    |
| румунська       | 5         | 0.10%    |
| білоруська      | 2         | 0.04%    |
| інші/не вказали | 4         | 0.07%    |
| Усього          | 5217      | 100%     |

## Церква св. Миколи Чудотворця
Церкву було споруджено в с. Шашвар (нині — Тросник Виноградівського району) в XVII ст. 
Церква св. Миколи Чудотворця. Початок XVII ст., 1704.
Дзвіниця. 1770.
Каплиця. XIX ст.
Церква Успіння пр. богородиці. 1993.
У селі стоїть ще один готичний шедевр. Дубові зруби храму вкриті високими дахами. Опасання має тільки більший зруб, що ділиться на наву і бабинець. Висока вежа трохи звужується догори і завершується арками голосниць. Вежу увінчує чотирисхилий шатор з високим шпилем і чотирма фіалами по кутах.
На головному фасаді – закритий ґанок з трикутними прорізами вікон і вхідним порталом. Одвірок бабинця обрамлено трьома смугами орнаменту типу “мотузка”. Зовнішня, четверта смуга утворює по верхніх кутах круги, заповнені різьбленням. Нижче кіл вирізано розетки з шестилисниками. Іконостас зроблено в 1748 p., як повідомляв напис на іконі св. Онуфрія.
У радянський період церква була закрита, ікони викрали. Нині старе малювання залишилося лише на тумбах під намісними іконами. На композиції “Трійця” написано дату АΨМИ (1748) ІАНУАРІЙ (січень).
Збережено обрамлення намісних ікон, різьблене в XVIII ст., на які прикріплено ікони початку XX ст. До старого різьблення належать “царські двері”, свічники, кивот. Поблизу кутових замків майже в кожному вінці просвердлено отвори діаметром 3 см, в які вбито кілки. Можливо, це спосіб запобігання деформації зрубів. Зліва від трикутного прорізу на північному зрубові закритого ґанку вирізано напис: “ПРЄСТАВИЛАСІА ПОДІЯ МАРЯ РОК АΨЗ (1707)
Згідно з версією реставраторів, сокирницьку церкву збудовано в селі Шашвар (нині Тросник Виноградівського р-ну) на початку XVII ст. у формі церкви-хати без вежі, з високими дахами, вкритими соломою. З того часу збереглися всі зруби церкви.
В 1770 p., після перенесення в Сокирницю церкву перебудовують, замінюючи перекриття на коробові склепіння над усіма об’ємами і встановлюють вежу над бабинцем. У єпископській візитації 1751 р. записано, що дерев’яна церква з вежею вкрита шинґлами, забезпечена всіма гарними образами та двома дзвонами. У 1801 р. записано, що церква дерев’яна, збудована із сильних дубових колод, стара, але ще добра, однак мала і вірників не вміщає, всередині прикрашена, має 4 дзвони.
Біля церкви стоїть висока каркасна дзвіниця, збудована в 1770 р. Могутній каркас встановлено на обв’язці з дубових брусів перетином 24: 28 см. Ще донедавна невелике підвищення з церквою і дзвіницею оточувала стародавня дерев’яна огорожа. Тепер її замінено на металеву сітку. Ансамбль чудово споглядався в центрі села, поки перед ним не збудували новий будинок сільради.
Неподалік дерев’яної церкви 24 вересня 1990 р. греко-католицька громада на чолі з Василем Пийтером розпочала будівництво великого цегляного храму за проектом ужгородського архітектора Петра Гайовича на кошти, зібрані в селі. Основними помічниками на будівництві були Олексій Петечел-молодший та Олексій Петечел-старший. Каркас п’ятирядного іконостаса зробив Михайло Білич. Храм освячено в кінці серпня 1993 р. Літургію відслужив єпископ Іван Маргітич, а першим священиком у новій церкві став Василь Бродій.
Через дорогу від церкви розташована дерев’яна каплиця з розп’яттям – чудове доповнення до релігійного ансамблю села. Таких каплиць колись було багато, але майже всі поруйновано. Збереглися три – в Кам’янському, Середньому Водяному та Сокирниці.
Ще кілька років тому каплиця була вкрита деревом, дерев’яними були огорожі, що прилягають до каплиці з обох боків. Нині дах каплиці й огорожі вкрито металом, а перед самою пам’яткою поставлено бетонний стовп електролінії.
Парох Сокирниці Іван Орос з 1948 по 1956 р. був ув’язнений у концтаборах на півночі Росії.
Каплиця. XIX ст.
Каплиця. XIX ст.
Через дорогу від церкви розташована дерев’яна каплиця з розп’яттям – чудове доповнення до релігійного ансамблю села. Таких каплиць колись було багато, але майже всі поруйновано. Збереглися три – в Кам’янському, Середньому Водяному та Сокирниці.
Ще кілька років тому каплиця була вкрита деревом, дерев’яними були огорожі, що прилягають до каплиці з обох боків. Нині дах каплиці й огорожі вкрито металом, а перед самою пам’яткою поставлено бетонний стовп електролінії.

## Туристичні місця
- Каплиця. XIX ст.
- мінеральне джерело
- храм св. Миколи Чудотворця. Початок XVII ст., 1704.
- Дзвіниця. 1770.

## Відомі люди
-Васи́ль Васи́льович Лазори́шинець — український кардіохірург, директор Національного інституту серцево-судинної хірургії імені Миколи Амосова
- Фречка Валентин - у 17 років він придумав, як робити папір з опалого листя, а не з деревини. Першою лабораторією стала кухня рідного дому в селі Сокирниця на Закарпатті, де довелося використовувати духовку замість сушарки.{{ https://forbes.ua/profile/valentin-frechka-342}}
- Ковач Іван Іванович - різник кілер відомий своєю тиранією до тварин але корисний для селян бо має великий хист в звіробійстві сільської худоби.
- Савинець Іван Іванович - сільський спортсмен відомий в сфері ММА з дитинства мав велику цікавість до воркауту і завжди закликав всіх односельчан до спорту як каже сам Іван: "Спор це не просто дія, це стиль життя".